# マルコ・ファビアン
マルコ・ファビアン（Marco Fabian, 1989年7月21日 - ）は、メキシコ・ハリスコ州グアダラハラ出身のサッカー選手。ポジションはミッドフィールダー。

## 経歴

### クラブ
メキシコのCDグアダラハラでプロキャリアをスタートさせ、2007年11月10日、ハグアレス・デ・チアパス戦でデビューを果たした。モナルカス・モレリア戦でプロ初ゴールを記録した。
2016年1月にアイントラハト・フランクフルトに移籍。ニコ・コヴァチ監督の元で出場機会を得ていたが、コヴァチが2017-18シーズンに退任し、後任にアドルフ・ヒュッターが就くと、彼の信頼を得ることはできなかった。
2018年8月には鎌田大地らと共に戦力外通告を受け、本人もフェネルバフチェSKからのオファーを承諾したものの、移籍には至らず残留することとなった。
結果、公式戦では2試合しか出場できず、2019年2月8日に、メジャーリーグサッカー(MLS)のフィラデルフィア・ユニオンへと移籍した。なお、移籍金は明かされていない。
2020年2月5日、カタール・スターズリーグのアル・サッドにシーズン終了までの契約で移籍した。

### 代表
メキシコ代表として2011年6月12日、親善試合のベネズエラ代表戦でデビューした。6月25日、親善試合のエクアドル代表戦で初ゴールを記録した。2011 CONCACAFゴールドカップに出場した。

## 代表歴

### 出場大会
- メキシコ代表
  - 2018 FIFAワールドカップ
  - 2014 FIFAワールドカップ

### 試合数
- 国際Aマッチ 43試合 9得点（2012年-2019年）[4]

| メキシコ代表 | 国際Aマッチ | 国際Aマッチ |
| 年           | 出場        | 得点        |
| ------------ | ----------- | ----------- |
| 2012         | 3           | 0           |
| 2013         | 8           | 4           |
| 2014         | 12          | 2           |
| 2015         | 4           | 0           |
| 2016         | 4           | 1           |
| 2017         | 4           | 1           |
| 2018         | 7           | 1           |
| 2019         | 1           | 0           |
| 通算         | 43          | 9           |

## タイトル

### クラブ
CDグアダラハラ
- インテルリーガ : 2009
- コパ・メヒコ : アペルトゥーラ2015

クルス・アスル
- CONCACAFチャンピオンズリーグ : 2013-14

アイントラハト・フランクフルト
- DFBポカール : 2017-18

### 代表
メキシコ代表
- CONCACAFゴールドカップ：2011
- トゥーロン国際大会：2012
- ロンドンオリンピック (2012年)：金メダル